# Dias Caires
Dias Caires, właśc. Yahenda Joaquim Caires Fernandes (ur. 18 kwietnia 1978) – angolski piłkarz grający na pozycji obrońcy.

## Kariera klubowa
Karierę piłkarską Caires rozpoczął w klubie Petro Atlético ze stolicy kraju, Luandy. W 1999 roku zadebiutował w jego barwach w pierwszej lidze angolskiej. Swoje pierwsze sukcesy z Petro Atlético osiągnął w 2000 roku, gdy sięgnął po dublet - mistrzostwo i Puchar Angoli. W 2001 roku po raz drugi został mistrzem kraju, a w 2002 - zdobył Puchar i Superpuchar Angoli.
W 2005 roku Caires odszedł z Petro Atlético do innego klubu z Luandy, AS Aviação. W 2005 roku zdobył z nim krajowe puchar i superpuchar. W 2008 roku przeszedł do Sagrada Esperança. W 2010 roku grał w Interclube, a następnie zakończył karierę.

## Kariera reprezentacyjna
W reprezentacji Angoli Caires zadebiutował w 2001 roku. W 2010 roku został powołany do kadry na Puchar Narodów Afryki 2010.